# Jennison Myrie-Williams
Jennison Machisti Myrie-Williams (Lambeth, 17 maggio 1988) è un ex calciatore inglese, di ruolo centrocampista.

## Carattieristiche tecniche
Myrie-Williams era un esterno di centrocampo con caratteristiche offensive, in grado di giocare su entrambe le fasce pur avendo giocato per quasi tutta la carriera prevalentemente sulla fascia destra, sfruttando il fatto di essere mancino per accentrarsi e cercare il tiro.

## Carriera

### Gli inizi
Nel 2002, all'età di 14 anni, si trasferisce con tutta la famiglia a Bristol per iniziare a giocare nel settore giovanile del Bristol City, dove rimane fino al 2006. Il 6 maggio 2006, ancora minorenne, esordisce tra i professionisti, giocando l'ultima mezz'ora della partita di campionato della seconda divisione inglese che la sua squadra (che a fine anno retrocederà in terza divisione) perde per 1-0 sul campo del Southend Utd. Nella stagione seguente il centrocampista nonostante la giovane età trova invece molto spazio, e dopo tre presenze subentrando dalla panchina nelle prime tre giornate di campionato, il 2 settembre 2006 gioca da titolare nell'incontro vinto per 1-0 in casa contro il Brighton. Il successivo 16 settembre, ancora diciottenne, segna invece il suo primo gol da professionista, realizzando con un pallonetto la rete del definitivo 3-1 nella sfida casalinga contro il Chesterfield. Complessivamente nel corso della stagione, che si conclude con un secondo posto in classifica e quindi con l'immediato ritorno in seconda divisione dopo una sola stagione dalla retrocessione, Myrie-Williams mette a segno 2 reti in 25 partite di campionato, giocando in aggiunta anche 5 partite in FA Cup, una partita di Coppa di Lega e 4 partite nel Football League Trophy.

### I prestiti in terza divisione
Nell'estate del 2007 l'allenatore del Bristol City Gary Johnson rende pubblica la sua intenzione di cedere Myrie-Williams in prestito per fargli fare maggior esperienza: così, l'8 luglio 2011 viene formalizzato il suo passaggio in prestito al Cheltenham Town, club di terza divisione, per un mese; alla prima giornata di campionato esordisce immediatamente con la nuova maglia, subentrando dalla panchina nella sfida vinta per 1-0 in casa contro il Gillingham. Complessivamente durante il mese di prestito disputa 4 partite ufficiali, ed anche per questo motivo il prestito stesso viene successivamente esteso fino al 6 ottobre 2007, ovvero sostanzialmente per un secondo mese. Arriva poi una seconda estensione, sempre della durata di un mese, durante la quale il 9 ottobre 2007 il giocatore segna anche il suo primo gol in competizioni ufficiali con la maglia del Cheltenham Town, nella partita del Football League Trophy vinta per 3-1 sul campo dello Swindon Town. Ad inizio novembre del 2007 torna quindi al Bristol City, dopo complessive 12 presenze in terza divisione più una presenza (quella già citata contro lo Swindon Town) nel Football League Trophy; appena prima di rientrare al club proprietario del suo cartellino, in uno degli ultimi allenamenti con il Cheltenham Town, subisce però un infortunio ad un ginocchio; tuttavia, dopo pochi giorni, il 22 novembre, viene nuovamente ceduto in prestito per un mese in terza divisione, questa volta al Tranmere, fortemente voluto dall'allenatore Ronnie Moore, che desiderava avere un altro esterno di centrocampo mancino come lui in rosa. Due giorni dopo il suo arrivo fa immediatamente il suo esordio con la maglia del club di Birkenhead, giocando da titolare nella partita di campionato persa per 1-0 contro lo Swansea City futuro vincitore del campionato. Viste le sue buone prestazioni, il 19 dicembre 2007 il Tranmere si accorda con il Bristol City per estendere il suo prestito per un ulteriore mese, durante il quale Myrie-Williams segna anche il suo primo gol con la maglia del Tranmere, segnando un decisivo calcio di rigore nella vittoria casalinga per 2-1 contro lo Yeovil Town del 26 gennaio 2008; due giorni dopo tale rete, il suo prestito al Tranmere viene esteso fino alla fine della stagione 2007-2008. Cinque giorni più tardi, segna anche il suo secondo gol (il primo su azione) con i Super Whites, grazie ad un tiro da fuori area nella vittoria per 2-0 sul campo del Leeds Utd, che peraltro è anche il quarto successo consecutivo del club allenato da Moore. Continua a giocare con continuità anche nel resto dell'annata, arrivando ad un totale di 25 presenze e 3 reti in campionato (oltre ad una presenza in FA Cup); la terza rete arriva il 5 aprile 2008, quando con un colpo di testa fissa il punteggio sul momentaneo 1-0 nella partita che i suoi compagni di squadra perderanno poi per 2-1 sul campo del Walsall: Myrie-Williams aveva infatti lasciato anzitempo il campo per via di un infortunio che gli fa perdere tutte le ultime settimane della stagione.
Il 14 agosto 2008 inizia la stagione 2008-2009 nello stesso modo dell'annata precedente, ovvero venendo ceduto in prestito per un mese in terza divisione al Cheltenham Town, fortemente voluto da Keith Downing, che già l'aveva allenato nella stagione precedente. Quattro giorni più tardi fa il suo secondo esordio con il club, subentrando dalla panchina e segnando anche il suo secondo gol (il primo in una partita di campionato) con la maglia dei Robins, fissando con un colpo di testa il punteggio sul definitivo 2-0 nell'incontro casalingo contro lo Swindon Town (sua vittima anche nell'unico altro gol segnato con il Cheltenham Town) e regalando al club la sua prima vittoria stagionale. Nel resto del prestito gioca poi ulteriori 4 partite di campionato e, una volta rientrato al Bristol City, riparte subito per un altro prestito in terza divisione, ma questa volta verso il Carlisle Utd; il prestito, inizialmente della durata di un mese ma poi esteso per un secondo mese, lo vede scendere in campo per 8 volte in incontri di campionato, una volta in FA Cup ed una volta nel Football League Trophy. Nel gennaio del 2009, dopo circa due mesi trascorsi in seconda divisione al Bristol City senza mai trovare spazio in campo in competizioni ufficiali, viene ceduto in prestito per un mese. Anche questa volta, fatto salvo un breve periodo di alcune settimane nel mese di febbraio, il prestito viene esteso, questa volta fino alla fine della stagione 2008-2009. A fine anno arrivando ultimo in classifica il club bianconero retrocede in quarta divisione, nonostante le 2 reti in 15 presenze di Myrie-Williams, che peraltro una volta rientrato dal prestito al Bristol City vede il suo contratto in scadenza non venire rinnovato, ritrovandosi così svincolato al termine della stagione 2008-2009.

### In Scozia
Il 12 giugno 2009 lascia l'Inghilterra e va a giocare in Scozia al Dundee Utd, club di prima divisione, con cui firma un contratto biennale. Il suo esordio nel calcio scozzese avviene il 22 agosto 2009, quando subentra dalla panchina negli ultimi due minuti di gioco della partita pareggiata per 2-2 sul campo del St. Mirren, mentre la sua prima partita da titolare si fa attendere fino al 17 ottobre, quando gioca dall'inizio nel pareggio casalingo per 1-1 contro l'Hamilton Academical, nella quale vince anche il premio di migliore in campo. Il 5 dicembre 2009 segna invece il suo primo gol in competizioni ufficiali con la maglia dei Tangerines, segnando la rete del decisivo 3-2 nella vittoria casalinga contro il St. Mirren. Complessivamente durante la stagione gioca 2 partite in Coppa di Lega, 24 partite (con 2 gol segnati) in campionato ed una partita in Coppa di Scozia (la vittoriosa semifinale contro i Raith Rovers), competizione che a fine anno la sua squadra vince. Il centrocampista inizia la stagione seguente sempre al Dundee United, subentrando anche dalla panchina in una partita di campionato contro il St. Mirren il 14 agosto 2010, ma di fatto ritrovandosi ai margini della rosa: quella contro i bianconeri è infatti la sua ultima presenza nel club, con cui il 31 agosto 2010, ultimo giorno della sessione estiva del calciomercato, rescinde consensualmente il contratto insieme al compagno di squadra Francisco Sandaza. Il 14 settembre 2010 riesce poi a trovare nuovamente squadra, firmando un contratto di breve durata (scadenza a fine gennaio del 2011) con il St. Johnstone, altro club della prima divisione scozzese. Inizialmente trova una discreta continuità di rendimento, salvo poi dopo essere sceso in campo in due sconfitte casalinghe in rapida successione contro il Celtic a fine ottobre del 2010 (3-2 il 27 ottobre e 3-0 il 30 ottobre) stare quasi due mesi senza più scendere in campo (curiosamente fino al successivo incontro contro il Celtic, ovvero la sconfitta esterna per 2-0 del 26 dicembre, in cui subentra dalla panchina nel finale di partita). Si tratta della sua ottava ed ultima partita (6 in campionato e 2 in Coppa di Lega) con il club, che a fine gennaio lascia scadere il suo contratto senza rinnovarlo.

### Ritorno in Inghilterra
Poco dopo essere rimasto svincolato si accorda per un contratto fino a fine stagione con l'Oxford Utd, club della quarta divisione inglese. Tuttavia, a causa della presenza ad inizio stagione con la maglia del Dundee United, Myrie-Williams aveva già giocato con due diversi club professionistici giocati nella stagione 2010-2011 (Dundee United e St. Johnstone) e non poteva giocare con un terzo secondo le regole FIFA: pertanto, non potendolo registrare in rosa, l'Oxford United si trova costretto ad annullarne il contratto. Trascorre quindi da svincolato il resto della stagione 2010-2011, trovando in compenso immediatamente squadra per la stagione 2011-2012: l'8 luglio 2011 firma infatti ufficialmente un contratto con lo Stevenage, club della terza divisione inglese; fa il suo esordio con la nuova maglia il 16 agosto 2011, subentrando dalla panchina e fornendo l'assist per il terzo gol dello Stevenage nella vittoria per 3-1 sul campo del Bournemouth. Subentra dalla panchina anche nelle successive quattro partite di campionato, per poi giocare per la prima volta in stagione da titolare (e venire sostituito a fine primo tempo) nel turno di campionato immediatamente successivo, il 24 settembre, nella sconfitta per 1-0 sul campo del Carlisle United. Il 24 novembre 2011, dopo complessive 5 presenze (quelle appena citate), viene ceduto in prestito fino al gennaio del 2012 al Port Vale, in quarta divisione; il giorno seguente esordisce con i Valiants, nella partita casalinga pareggiata per 0-0 in casa contro il Torquay Utd, mentre nel successivo turno di campionato realizza con un tiro dalla lunga distanza la rete del momentaneo 1-1 nella partita poi vinta per 2-1 sul campo del Dag & Red. Il Port Vale, pur volendolo acquistare una volta terminato il prestito, deve desistere per mancanza di fondi da destinare al calciomercato; allo stesso tempo, complice la volontà dell'allenatore dello Stevenage Graham Westley di cederlo, Myrie-Williams riceve offerte da Sheffield Utd e Bradford City (oltre che dallo stesso Port Vale). Comunque, visto l'esonero di Westley in favore di Gary Smith, il neoallenatore decide di valutare l'intera rosa a sua disposizione prima di effettuare trasferimenti in uscita: grazie al cambio in panchina, Myrie-Williams il 25 gennaio 2012 gioca un'ulteriore partita con lo Stevenage, subentrando dalla panchina nei minuti finali della partita di campionato persa per 2-0 sul campo del Charlton. Alla fine nonostante varie manifestazioni di interesse rimane allo Stevenage, continuando a giocare in modo saltuario anche nella seconda metà della stagione (disputa altre 11 partite, la maggior parte delle quali subentrando dalla panchina, più un'ulteriore partita nei play-off), restando però svincolato nell'estate del 2012, quando il suo contratto in scadenza non viene rinnovato dallo Stevenage.

### Port Vale, Scunthorpe United e secondo prestito al Tranmere
Il 2 luglio 2012 Micky Adams, che l'aveva allenato al Port Vale durante il suo prestito della stagione precedente, gli offre un contratto biennale per andare a giocare ai Valiants in quarta divisione, che Myrie-Williams accetta. La stagione 2012-2013 è a livello di rendimento individuale una delle migliori della sua carriera: oltre a venire eletto nella Squadra dell'anno della PFA per la Football League Two, gioca 44 delle 46 partite teoricamente in programma in campionato (più 6 presenze con 2 reti nelle varie coppe nazionali inglesi) segnandovi 9 reti, contribuendo così in modo determinante alla promozione in terza divisione del Port Vale. L'anno seguente inizia la stagione sempre da titolare, per poi perdere temporaneamente il posto in squadra a causa di un cambio di modulo, salvo poi tornare a giocare con grande regolarità a partire dal 13 novembre 2013, quando segna una doppietta in FA Cup contro lo Shortwood United, chiudendo poi la stagione in modo molto positivo con un totale di 7 reti in 37 partite di campionato giocate, più 5 presenze e 3 reti in FA Cup, una presenza in Coppa di Lega e 2 presenze nel Football League Trophy.
L'11 giugno 2014, scaduto il contratto con il Port Vale (che pure voleva trattenerlo in squadra) si accasa con un contratto biennale ad uno stipendio maggiore di quello che il Port Vale gli poteva offrire allo Scunthorpe Utd, club neopromosso in terza divisione. Con gli Irons gioca 20 partite ufficiali (15 in campionato più 5 totali tra le varie coppe nazionali inglesi) senza mai segnare, e nel gennaio del 2015 viene ceduto in prestito al Tranmere, club di quarta divisione, dove nel frattempo era arrivato come allenatore proprio Micky Adams, che l'aveva avuto al Port Vale. Qui Myrie-Williams riesce a trovare buona continuità di impiego (18 presenze, con anche 3 reti segnate), ma a fine anno il club retrocede al di fuori della Football League, in quinta divisione; nell'estate del 2015 rescinde consensualmente il contratto con lo Scunthorpe United, restando svincolato.

### L'esperienza in Irlanda ed il ritorno in Inghilterra
Nell'estate del 2015 sostiene dei provini con Yeovil Town e Swansea City, senza però riuscire ad ottenere un contratto; così, a fine agosto del 2015, va a giocare in Irlanda, dove firma un contratto fino a fine stagione (corrispondente con l'anno solare) con gli Sligo Rovers, club di prima divisione, in cui era appena arrivato come allenatore proprio Micky Adams; nel corso della stagione gioca 7 partite in campionato ed una partita nella coppa nazionale irlandese, per poi una volta finita la stagione in Irlanda far ritorno in Inghilterra: riprende tuttavia a giocare solo nell'estate del 2016, dopo mezza stagione trascorsa da svincolato, quando, il 16 giugno 2016, firma un contratto annuale con i gallesi del Newport County, militanti nella quarta divisione inglese. Fa il suo esordio con la maglia degli Exiles il 6 agosto 2016 nella sconfitta casalinga per 3-2 contro il Mansfield Town, mentre segna il suo primo gol con il nuovo club dieci giorni più tardi, nella sconfitta esterna per 2-1 contro il Luton Town. Lascia il club a fine stagione, dopo aver segnato un gol in 23 partite di campionato ed un gol in complessive 7 presenze nelle varie coppe nazionali inglesi.

### Gli ultimi anni di carriera nelle serie minori
Il 15 settembre 2017 si accasa in quinta divisione (ma senza firmare un vero e proprio contratto al Torquay United, in quinta divisione; il 12 febbraio 2018, dopo aver giocato 10 partite di campionato, lascia il club, e dopo undici giorni trascorsi da svincolato firma un contratto fino a fine stagione con l'Hereford, suo ex club di quasi un decennio prima, nel frattempo dopo varie peripezie societarie finito a giocare in Southern Football League (settima divisione inglese). Il 24 febbraio, nella sua partita di esordio, segna immediatamente una rete nella vittoria casalinga per 2-0 contro il Weymouth; più in generale, visti i suoi trascorsi in categorie nettamente superiori, si rivela decisivo con 7 reti in 13 partite giocate per la vittoria del campionato (che, tra l'altro, consente al club di conquistare la sua terza promozione consecutiva dopo la ripartenza dalla nona divisione di due anni prima per problemi economici). Rimane in squadra anche nelle prime settimane della stagione 2018-2019, nelle quali gioca 6 partite senza mai segnare in National League North (sesta divisione), per poi rescindere il contratto ed accasarsi il successivo 16 novembre al Weston-super-Mare, club di National League South (sesta divisione), che a fine anno retrocede nonostante le 2 reti in 18 presenze di Myrie-Williams (a cui aggiunge anche una presenza in FA Trophy), che a fine anno lascia il club e va a giocare nuovamente in sesta divisione al Gloucester City. Nel corso delle stagioni seguenti, giocate in modo frammentario per via della pandemia di Covid-19, gioca poi nuovamente anche al Weston-super-Mare (in settima divisione) e, nelle prime settimane della stagione 2021-2022 (dopo le quali si ritira, all'età di 33 anni), in sesta divisione al Chippenham Town.

## Palmarès

### Club

#### Competizioni nazionali
- Coppa di Scozia: 1

Dundee United: 2009-2010
- Southern Football League: 1

Hereford United: 2017-2018

### Individuale
- Squadra dell'anno della PFA: 1

2012-2013 (Football League Two)